# Восставший (фильм, 2016)
«Восста́вший» (англ. Risen) — американский фильм 2016 года в жанре библейской драмы, снятый Кевином Рейнольдсом. В фильме описывается, как римский солдат отправляется на поиски тела Иисуса, который, по слухам, воскрес.

## Сюжет
После подавления восстания фанатиков во главе с Вараввой, Клавий, римский трибун, отправляется Понтием Пилатом на расследование слухов о воскресшем Мессии. Пилат приказывает ему найти исчезнувшее тело Иисуса. Параллельно Пилат пытается подавить восстание, надвигающееся в Иерусалиме после распятия Иисуса. После того, как поиски завершились неудачей, Клавий решает найти учеников Иисуса, чтобы через них найти ключ к исчезновению тела.
Во время рейда через еврейский анклав Клавий неожиданно обнаруживает воскресшего Иисуса со своими апостолами в уединённой обители. Клавий отзывает группу поиска; он распускает своих воинов, не раскрывая им факт своей личной встречи с воскресшим Иисусом. Позже он присоединяется к путешествию Иисуса и его последователей.
Пилат делает вывод, что Клавий, по-видимому, предал его, и отправляет контингент римских войск преследовать его и Иисуса. Клавий помогает ученикам избежать поискового отряда. Далее он становится свидетелем исцеления прокажённого, а затем вознесения Иисуса на небо.
После этого ученики Иисуса отправляются в Иерусалим проповедовать и приглашают Клавия к себе, но он отказывается и идёт сам проповедовать.

## В ролях
| Актёр        | Роль               |
| ------------ | ------------------ |
| Джозеф Файнс | Клавий             |
| Том Фелтон   | Луций              |
| Питер Ферт   | Понтий Пилат       |
| Клифф Кёртис | Иисус Христос      |
| Мария Ботто  | Мария Магдалина    |
| Антонио Хиль | Иосиф Аримафейский |